# Pháo đầu tiến tam binh

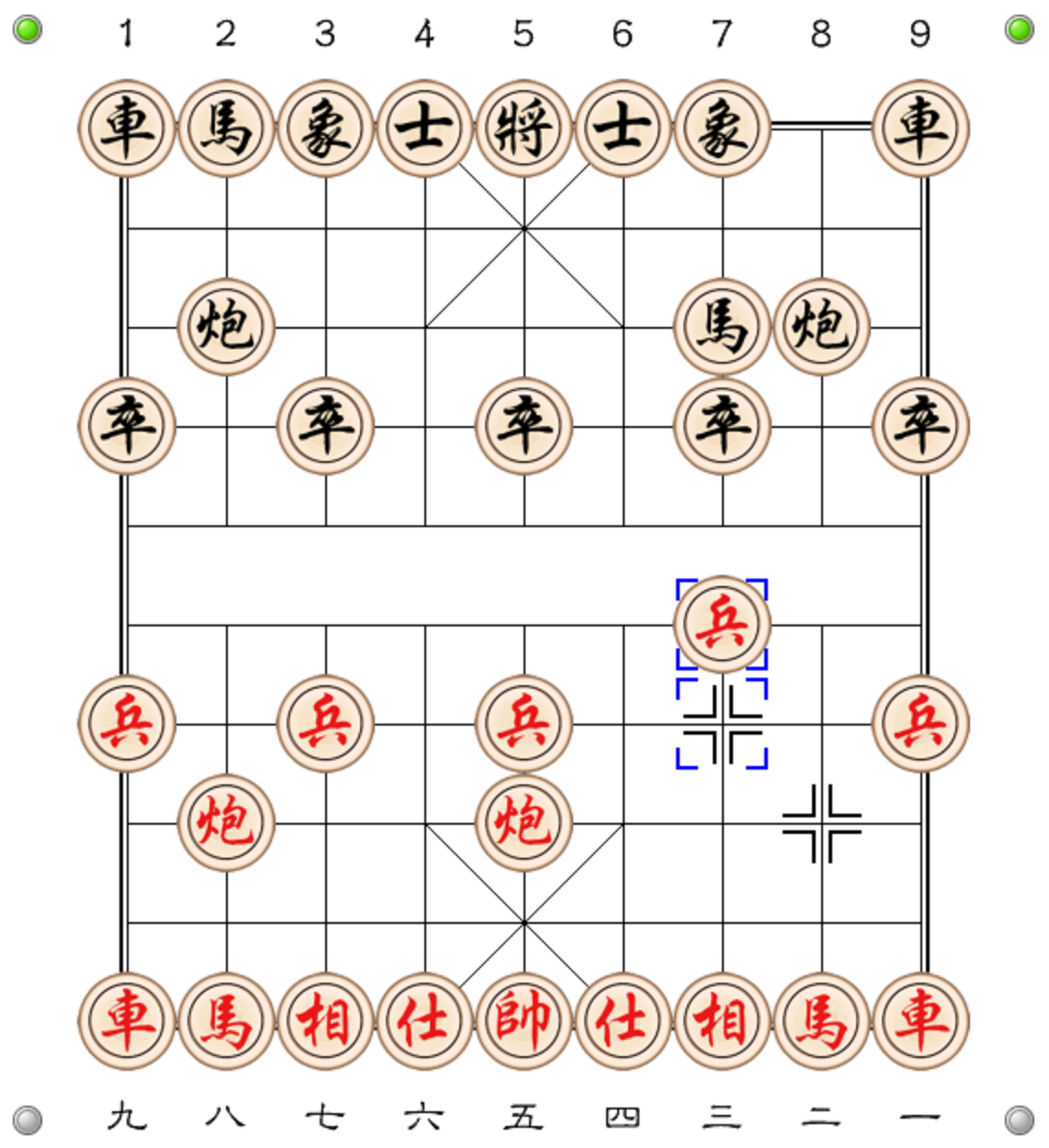
Hình trận Pháo đầu tiến tam binh

Pháo đầu tiến tam binh là một hệ thống Khai cuộc pháo đầu trong Cờ tướng khi bên hậu lên Mã 8 tiến 7 thì bên đi trước không khai triển quân Mã 2 lên ngay mà lại tiến Tốt 3 lên ép cờ trước nên đây được gọi là Pháo đầu tiến tam binh, đặc điểm của loại hình khai cuộc này là để khiến bên hậu thủ khó phản công, vì thế trận bình ổn dễ kiểm soát nên đây là phương án tấn công nhưng tấn công một cách an toàn và chắc chắn.

## Khai cuộc
Hệ thống Pháo đầu tiến tam binh có 4 biến thông thường:

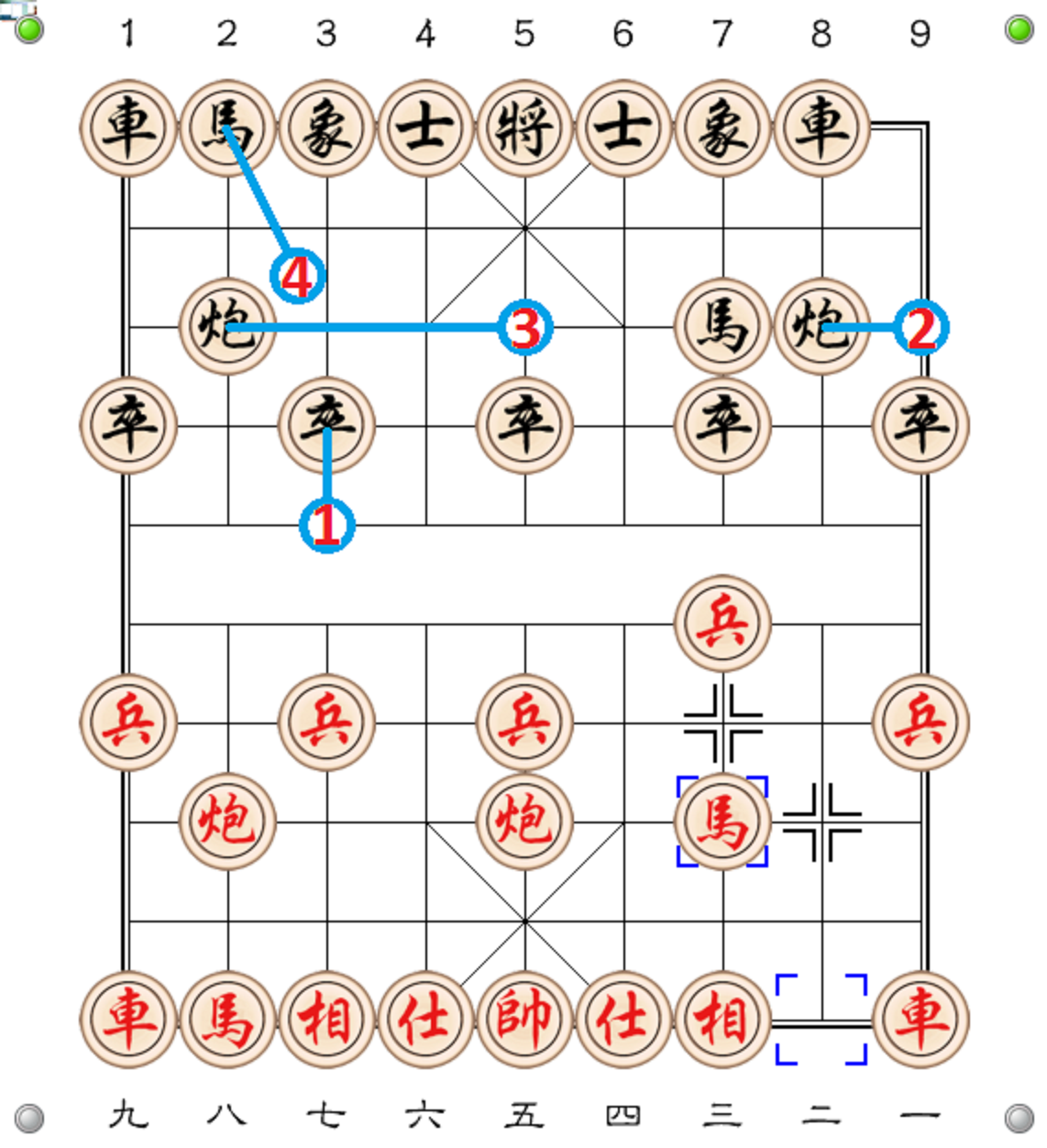
Tổng quan về hệ thống Pháo đầu tiến tam binh

1. B3.1 (Hệ thống Pháo đầu tiến tam binh đối Bình phong mã cổ điển) !
2. P8-9 (Hệ Pháo đầu tiến tam binh đối Tam bộ hổ) !
3. P2-5 (Nghịch pháo) *
4. M2.3 (Bình phong mã tròn) *